# Лагерная (приток Саврушки)
Лагерная — река в России, правый приток Саврушки, протекает по территории Похвистневского района Самарской области. Длина реки составляет 17 километров, площадь водосборного бассейна — 93 км².

## Описание
Лагерная начинается на Кинельских ярах Бугульминско-Белебеевской возвышенности к северо-западу от посёлка Дмитриевка, на высоте примерно 170 м над уровнем моря. От истока течёт на юго-запад, но вскоре преобладающим направлением течения становится юг. В посёлке Вязовка принимает справа Вязовку, а течение постепенно смещается в сторону юго-юго-востока. Около устья сливается по правому берегу с Желтой и поворачивает на восток, впадая в Саврушку к северу от села Савруха на высоте около 59 м над уровнем моря.

## Данные водного реестра
По данным государственного водного реестра России, Лагерная относится к Нижневолжскому бассейновому округу. Водохозяйственный участок — Большой Кинель от истока и до устья, без реки Кутулук от истока до Кутулукского гидроузла. Речной бассейн — Волга от верхнего Куйбышевского водохранилища до впадения в Каспий.
Код водного объекта в государственном водном реестре — 11010000812112100008241.